# Razred podmornic Los Angeles
Razred Los Angeles (poimenovan po ameriškem mestu Los Angeles) je razred sodobnih jedrskih jurišnih podmornic, ki jih uporablja Vojna mornarica Združenih držav Amerike.

## Podmornice razreda Los Angeles
Skupaj je bilo zgrajenih 62 podmornic razreda Los Angeles:
- USS Los Angeles (SSN-688)
- USS Baton Rouge (SSN-689)
- USS Philadephia (SSN-690)
- USS Memphis (SSN-691)
- USS Omaha (SSN-692)
- USS Cincinnati (SSN-693)
- USS Groton (SSN-694)
- USS Birmingham (SSN-695)
- USS New York City (SSN-696)
- USS Indianapolis (SSN-697)
- USS Bremerton (SSN-698)
- USS Jacksonville (SSN-699)
- USS Dallas (SSN-700)
- USS La Jolla (SSN-701)
- USS Phoneix (SSN-702)
- USS Boston (SSN-703)
- USS Baltimore (SSN-704)
- USS City of Corpus Christi (SSN-705)
- USS Albuquerque (SSN-706)
- USS Portsmouth (SSN-707)
- USS Minneapolis-St. Paul (SSN-708)
- USS Hyman G. Rickover (SSN-709)
- USS Augusta (SSN-710)
- USS San Francisco (SSN-711)
- USS Atlanta (SSN-712)
- USS Houston (SSN-713)
- USS Norfolk (SSN-714)
- USS Buffalo (SSN-715)
- USS Salt Lake City (SSN-716)
- USS Olympia (SSN-717)
- USS Honolulu (SSN-718)
- USS Providence (SSN-719)
- USS Pittsburgh (SSN-720)
- USS Chicago (SSN-721)
- USS Key West (SSN-722)
- USS Oklahoma City (SSN-723)
- USS Louisville (SSN-724)
- USS Helena (SSN-725)
- USS Newport News (SSN-750)
- USS San Juan (SSN-751)
- USS Pasadena (SSN-752)
- USS Albany (SSN-753)
- USS Topeka (SSN-754)
- USS Miami (SSN-755)
- USS Scranton (SSN-756)
- USS Alexandria (SSN-757)
- USS Asheville (SSN-758)
- USS Jefferson City (SSN-759)
- USS Annapolis (SSN-760)
- USS Springfield (SSN-761)
- USS Columbus (SSN-762)
- USS Santa Fe (SSN-763)
- USS Boise (SSN-764)
- USS Montpelier (SSN-765)
- USS Charlotte (SSN-766)
- USS Hampton (SSN-767)
- USS Hartford (SSN-768)
- USS Toledo (SSN-769)
- USS Tucson (SSN-770)
- USS Columbia (SSN-771)
- USS Greeneville (SSN-772)
- USS Cheyenne (SSN-773)